# Über den Gemeinspruch: Das mag in der Theorie richtig sein, taugt aber nicht für die Praxis
Über den Gemeinspruch: Das mag in der Theorie richtig sein, taugt aber nicht für die Praxis ist eine 1793 erschienene Abhandlung des deutschen Philosophen Immanuel Kant.

## Entstehungsgeschichte und Aufbau
Der Text erschien im September 1793 in der von Johann Erich Biester herausgegebenen Berlinischen Monatsschrift. Kant antwortet darin auf die Kritik seiner Ethik durch Christian Garve. Garve hatte Kant vorgeworfen, seine Ethik sei zu abstrakt und nicht praxistauglich, da sie unbedingte Pflichten aufstellt, die auf die Empfindung keine Rücksicht nehmen.
Kant erweitert seine Antwort in einem zweiten und dritten Teil durch Ausführungen zur politischen Philosophie in Bezug auf Verfassungsrecht, betitelt („Gegen Hobbes“) und in Bezug auf das Völkerrecht, mit dem Untertitel „Gegen Moses Mendelssohn“.

## Inhalt
Kant rechtfertigt sein Vorgehen, aus reiner Vernunft Regeln a priori zu entwickeln, und betont, dass diese Regeln der Vernunft klar definierte Beziehungen zu Empfindungen in der Ethik (Teil I), der politischen Tradition (Teil II) und den nationalen Interessen in der Politik (Teil III) haben. Die Pflicht soll die natürlichen Antriebe des Handelns nicht ersetzen, sondern regulieren, so dass diese angemessen verfolgt werden können. Als vermittelnde Kraft zwischen Theorie und Praxis dürfen aber nicht zusätzliche praktische Regeln angenommen werden, denn diese vervollständigen immer nur die Theorie. Den Übergang leistet stattdessen die Urteilskraft.

### Teil I: In der Moral (gegen Garve)
Dass die Praxis der Moral der Theorie der Moral sehr wohl gewachsen sei, zeige die Antwort jedes Kindes auf die Frage, ob ein Erbverwalter das Erbe an die unwissenden richtigen Erben zurückgeben müsse, selbst wenn diese reich und verschwenderisch, er selbst aber arm und vernünftig sei. Unmoralisches Handeln (gegen die eigene Pflicht) zieht viel höhere Strafen mit sich als illegales Handeln. Der Mensch hat dadurch ein sehr starkes Verständnis davon, was moralisch ist. Was einmal (theoretisch) über Moral gelernt wurde, trifft daher auf das praktische Verständnis immer zu.

### Teil II: Im Staatsrecht (gegen Hobbes)
Nur eine bürgerliche Verfassung ist ein Vertrag zwischen freien Menschen. Sie besteht aus 1. Freiheit, d. h. jeder Mensch darf sein Glück auf seine Art suchen, 2. Gleichheit, d. h. jeder Mensch hat dieselben Rechte und Chancen (außer dem Staatsoberhaupt), keine Erbrechte, und 3. Selbstständigkeit, d. h. Bürger und Bürgerinnen müssen ihre Gesetze selbst (über Repräsentanten) bestimmen dürfen. Der ursprüngliche Kontrakt (Gesellschaftsvertrag) wurde einmal vom Volke (gedacht) abgeschlossen. Das Volk habe kein Widerstandsrecht, wenn seine Glückseligkeit auf dem Spiel stehe, denn das höher geordnete Ziel sei das Recht. Das Oberhaupt darf im Gegenzug kein Gesetz erlassen, das Freiheit, Gleichheit oder Selbstständigkeit des Volkes einschränkt (darf den ursprünglichen Kontrakt nicht verletzen). Aber selbst wenn er es verletzt, habe das Volk kein Recht auf Widerstand, da es sich selbst in einen rechtlosen Zustand führen würde. Der Bürger habe jedoch Meinungs- und Publikationsfreiheit.

### Teil III: Im Völkerrecht (gegen Mendelssohn)
Kant nimmt Mendelssohn entgegen an, dass die Menschheit im moralischen Fortschreiten zum Besseren begriffen ist. Das müsse man annehmen, da der Mensch dafür lebe, arbeite, lerne, erziehe und lehre. Je mehr von dem Guten da sei, umso mächtiger werde es und könne am Ende das Böse verdrängen. Das Gute erhält sich selbst. Viele würden die Idee des Völkerbunds als schöne, aber nicht praktisch umsetzbare Theorie verlachen; Kant hingegen betont hier die Möglichkeit ihrer Realisierbarkeit.